# Sylvietta rufescens
Sylvietta rufescens е вид птица от семейство Macrosphenidae.

## Разпространение
Видът е разпространен в Ангола, Ботсвана, Бурунди, Замбия, Зимбабве, Демократична република Конго, Лесото, Малави, Мозамбик, Намибия, Свазиленд, Танзания и Южна Африка.